# Хакамада, Ивао
Ивао Хакама́да (яп. 袴田巖 Хакамада Ивао, род. 10 марта 1936, Сидзуока) — японец, несправедливо обвинённый в массовом убийстве и проведший в тюрьме 46 лет перед повторным судебным разбирательством, которое завершилось его оправданием. В 2011 году был занесён в Книгу рекордов Гиннесса как человек, дольше всех в мире ожидавший исполнения смертного приговора. Оправдан в 2024 году.

## Биография
Ивао Хакамада родился 10 марта 1936 года в городе Сидзуока, Япония. У него есть старшая сестра Хидэко, старший брат Сигэдзи умер в 2001 году. В молодости стал профессиональным боксёром, с 1959 по 1961 год участвовал в 29 боях профессионального бокса. В полулёгком весе он занимал шестое место в своей весовой категории. Закончил свою карьеру с 16 победами, 11 поражениями и 2 ничьими, включая одну победу техническим нокаутом. Все его поражения были присуждены судьями по очкам. После окончания боксёрской карьеры он работал на фабрике по производству мисо в Сидзуоке. 
30 июня 1966 года в доме одного из руководителей фабрики, где работал Хакамада, произошёл пожар. Хакамада участвовал в тушении.  Когда пожар был потушен, в доме были обнаружены тела хозяина, его жены и двух детей, все они были убиты ножом; на месте преступления была обнаружена кровь неизвестного человека; из дома были похищены деньги в сумме около 200 тысяч иен (примерно 550 долларов США). В августе Хакамада был арестован по обвинению в убийстве четырёх человек. В сентябре 1968 года окружной суд в Сидзуоке приговорил его к смертной казни через повешение. В ноябре 1980 года Верховный суд Японии оставил этот приговор в силе.
В 2007 году Норимити Кумамото, один из трёх судей, вынесших смертный приговор Хакамаде, заявил, что он поддерживает Хакамаду и всегда верил в его невиновность, но во время вынесения приговора не смог убедить в своей правоте двоих других судей.
В марте 2012 года у Хакамады были взяты образцы крови для проведения более точного анализа ДНК, чтобы сравнить с образцом крови, найденной на месте преступления.
В марте 2014 года суд в городе Сидзуока признал, что ДНК Хакамады не совпадает с генетическим материалом крови, обнаруженной на месте преступления, и освободил 78-летнего мужчину. 27 марта 2014 года дело отправлено на пересмотр, смертный приговор был отменён, Ивао Хакамада отпущен на свободу. На следующий день после освобождения он был в тяжёлом состоянии госпитализирован, врачи заявили, что у него сахарный диабет. 
В июне 2018 года оправдательный приговор был отменён, в результате чего Хакамада должен был быть вновь взят под стражу, но суд постановил оставить его на свободе в связи с преклонным возрастом.
В сентябре 2024 года Ивао Хакамаду окончательно оправдали, следствие установило, что улики против него были сфабрикованы.